# Spettro politico
Uno spettro politico è un modo di paragonare e visualizzare diverse posizioni politiche, disponendole su uno o più assi geometrici.

## Determinazione degli spettri politici
L'individuazione di uno spettro politico parte dall'assunzione che esista una forte correlazione tra le diverse idee politiche di ogni individuo, oppure che (in un certo contesto/paese) esista una questione politica centrale che riassume o domina tutte le altre. Perché abbia senso definire uno spettro politico, è anche necessario che sia possibile individuare diverse gradazioni di posizioni intermedie. I sistemi politici all'interno dei quali una gran maggioranza ricade chiaramente all'interno di uno dei due raggruppamenti estremi, come ad esempio le controversie nazionalistiche, non possono essere adeguatamente descritti da un particolare spettro politico.
Per fare un esempio, in una nazione islamica moderna, uno spettro politico può essere definito in base alla visione del ruolo del clero nel governo. Quelli che ritengono che il clero debba avere il potere di far applicare integralmente la legge islamica vengono collocati su un estremo dello spettro, mentre quelli che sostengono una società completamente secolare si trovano all'estremo opposto; tutti quelli che hanno visioni più moderate possono essere collocati all'interno di questi due estremi.
Un dato spettro politico può perdere di significato nel corso del tempo se una delle due visioni estreme prende nettamente il sopravvento sull'altra; per fare un esempio che riguarda l'Italia, si può citare la contrapposizione tra monarchici e repubblicani, che ha avuto grandissima rilevanza nell'immediato dopoguerra, ma ha perso di importanza dopo l'affermazione della repubblica. In queste situazioni, normalmente, succede che all'interno della visione diventata egemonicamente maggioritaria emergano nuove differenze che portano a divisioni che possono essere classificate su di un nuovo spettro politico.
In altri casi, al permanere dello stesso spettro politico possono variare le istanze che identificano lo spettro stesso. Ad esempio, lo spettro politico britannico che permane ancora oggi, a distanza di secoli, venne definito dalla corsa alla successione di Guglielmo d'Orange.
Spesso, soprattutto nei sistemi democratici che non contemplano un sistema elettorale maggioritario, possono coesistere molteplici spettri politici. Ad esempio, l'Australia, dalla sua fondazione nel 1901 fino al 1909, ha visto permanere due spettri egualmente determinanti: i liberoscambisti opposti ai protezionisti da una parte e la classe lavoratrice contrapposta alla classe padronale. Tuttavia, nel 1909 i due principali partiti politici sostenitori della prima opposizione (il Partito per il Libero Scambio e il Partito Protezionista) diedero vita al Partito Liberale per poter meglio competere col Partito Laburista. Questa seconda contrapposizione è rimasta dominante nella politica australiana fino a metà degli anni novanta.

## Destra e sinistra
Nella maggior parte dei Paesi del mondo (specie in quelli occidentali), lo spettro politico è solitamente definito sull'asse destra-sinistra. Questo spettro va guardato in due differenti prospettive: la destra contrapposta alla sinistra, e gli estremi contrapposti alla parte centrale dello spettro. Nella prima prospettiva (destra-sinistra) troviamo le posizioni in campo etico e sociale: in tutta la destra troviamo, più o meno radicali, posizioni conservatrici, patriottiche e legate alla religione, mentre a sinistra prevalgono idee progressiste, internazionaliste e una concezione dello Stato prevalentemente laica. Nella seconda prospettiva (estremisti-moderati), invece sono denotate le posizioni sulla politica economica: gli estremisti, di destra (nazionalsocialisti e corporativisti) in modo meno radicale e di sinistra (comunisti) in modo più radicale, sostengono una politica economica interventista da parte dello Stato, volta a difendere l'interesse della comunità e a mantenere giustizia sociale limitando il potere del mercato (protezionismo); i moderati (centro-destra e centro-sinistra) favoriscono invece il libero mercato e quindi un minore intervento da parte dello Stato.
Similmente, in Cina i termini destra e sinistra sono stati associati a differenti posizioni nel corso della sua storia, tuttavia con istanze molto dissimili da quelle utilizzate nei paesi occidentali.

### Molteplicità di interpretazioni dell'asse destra-sinistra
Esistono varie e differenti opinioni su ciò che effettivamente debba essere misurato lungo questo asse ed i criteri spesso sono sovrapposti tra loro e sfumati tra i diversi partiti:
- egualitarismo (sinistra) contro individualismo sociale (destra);
- collettivismo (sinistra) contro individualismo economico (destra);
- redistribuzione della ricchezza (sinistra) contro accettazione delle disuguaglianze (destra);
- politiche economiche interventiste (sinistra) contro laissez-faire (destra);
- politiche economiche e sociali egualitarie (sinistra) contro libertà economica (destra): sia la destra che la sinistra tendono a parlare in favore di entrambe, ma con differenti interpretazioni;
- rivoluzione (sinistra) contro conservazione dello status quo (destra).
- religione secolarizzata (sinistra) contro morale religiosa (destra);
- internazionalismo (sinistra) contro interessi nazionali (destra).

### Partiti politici nello spettro politico Sinistra-Destra
Ricercatori di scienze politiche hanno osservato che le ideologie dei partiti politici possono essere rappresentate su una mappa lungo un singolo asse che si muove da sinistra a destra. Klaus von Beyme ha categorizzato i partiti europei in nove famiglie, che descrivono la maggior parte dei partiti. È stato così in grado di unire sette di questi da sinistra a destra: comunisti, socialisti, verdi (ambientalisti), liberali, cristiano-democratici, conservatori e estremisti di destra. La posizione dei partiti agrari e regionali variava. Uno studio condotto verso la fine degli anni sulla base di due argomenti - la posizione sul possedimento dei mezzi di produzione e la posizione sulle problematiche sociali - confermò questo schema.
C'è spesso stata una tendenza delle ideologie partitiche di persistere nel tempo, e i valori e le concezioni che erano presenti alla fondazione del partito sono sopravvissute. Tuttavia questi si sono adattati alla società in maniera pragmatica, divenendo così sempre più simili su alcuni punti. Seymour Martin Lipset e Stein Rokkan hanno fatto presente che il sistema dei partiti moderni è il prodotto di conflitti sociali che hanno avuto luogo negli ultimi secoli. Argomentando così che le linee di divisione si sono così 'congelate'.
I primi partiti politici moderni erano liberali, organizzati dalla classe media nel XIX secolo per proteggersi dall'aristocrazia. Sono stati i maggiori partiti politici in quel secolo ma sono successivamente caduti in declino verso il XX secolo quando la classe operaia arrivò in supporto ai partiti socialisti, verificandosi così cambiamenti economici e sociali che erosero la base della classe media. I partiti conservatori nacquero in opposizione ai liberali proprio per difendere i privilegi dell'aristocrazia. Ma in ordine per attrarre voti divennero meno dottrinari dei liberali. Tuttavia ebbero insuccesso in diversi paesi e divennero in grado di raccogliere potere attraverso la cooperazione con gli altri partiti.
I partiti socialisti erano organizzati in modo da riuscire a raggiungere diritti politici per i lavoratori che erano originariamente alleati con i liberali. Ciononostante ruppero con essi quando scorsero in essi il controllo dei lavoratori dei mezzi di produzione. I partiti cristiano-democratici vennero creati dai cattolici che vedevano nel liberalismo una minaccia per i valori tradizionali. Nonostante nacquero nel XIX secolo, divennero la maggiore forza politica durante la Seconda Guerra Mondiale I partiti comunisti emersero in seguito alla divisione dal socialismo per andare in sostegno della Prima Guerra Mondiale e in seguito alla Rivoluzione Bolscevica.
Gli estremisti di destra sono difficili da definire, oltre ad essere più di destra rispetto agli altri partiti, ma tra di loro vi sono fascisti  e alcuni conservatori estremisti e partiti nazionalisti.
I partiti verdi sono gli ultimi ad essersi sviluppati. Rifiutano il socialismo e sono molto liberali sulle problematiche sociali.
Queste categorie possono essere applicate anche a molti altri partiti fuori dall'Europa.

### Origine storica dei termini
I termini Destra e Sinistra si riferiscono all'affiliazione politica originata nel primo periodo della rivoluzione francese e corrispondevano alla posizione dei seggi nei vari organi legislativi francesi. Nei confronti del presidente, l'aristocrazia sedeva sulla sua destra, mentre i Comuni sulla sua sinistra.
Originariamente, il punto di definizione dello spettro ideologico era l'ancien règime ("antico regime"). La "Destra" sosteneva gli interessi del re, dell'aristocrazia e della Chiesa, mentre la "Sinistra" vi si opponeva, difendendo principalmente quelli della borghesia, la crescente classe capitalista. A quel tempo, il laissez-faire e il libero mercato erano considerati come istanze di sinistra; oggigiorno, nella maggior parte dei paesi occidentali, queste visioni sono tipiche della destra.

## Spettri alternativi
In molti ritengono che le correlazioni tra questi vari concetti non siano così ovvie e pensano che parlare di destra o di sinistra senza indicare esattamente ciò a cui ci si sta riferendo generi molta confusione. Costoro credono che si debba prima stabilire il contesto definendo gli assi attraverso i quali le varie posizioni possano essere misurate. Molti individui o gruppi non si riconoscono in uno spettro così semplicistico.
Benché lo spettro politico destra-sinistra sia molto comune, esistono assi alternativi generalmente sviluppati da chi non si ritiene adeguatamente rappresentato in questo spettro tradizionale.
La progettazione dello spettro può essere in sé politicamente motivato.
Uno spettro politico che è stato usato da studiosi politologici misura il grado di intervento del governo e identifica gli estremi nel totalitarismo e nell'anarchismo (potere popolare).
Un'alternativa molto in voga con l'avvento dell'ambientalismo utilizza un singolo asse che misura ciò che è bene per l'ambiente contro ciò che è bene per l'economia, che viene considerata come la forza più distruttiva nei confronti della Terra.
Nel 1998 l'autrice politica Virginia Postrel nel suo libro The Future and Its Enemies (trad. it. Il futuro e i suoi nemici) offre uno spettro con un singolo asse che misura la modalità di visione del proprio futuro. Ad un estremo ci sono coloro che temono il futuro e tendono a volerlo controllare, gli immobilisti. All'altro estremo ci sono coloro che non hanno il desiderio di controllare o pianificarlo e che credono che debba svolgersi in maniera spontanea e naturale, i dinamisti. Questa distinzione corrisponde alla spettro utopisti-antiutopisti utilizzato in alcuni trattati teorici liberali e il titolo del libro è una citazione del teorico classico liberale e anti-utopista Karl Popper.
Altri assi possono essere:
- il ruolo della chiesa: Clericalismo contro Anticlericalismo. Questo asse non è significativo negli Stati Uniti dove le visioni del ruolo della religione tendono ad essere sussunti nell'asse generico destra-sinistra, ma in Europa la contrapposizione tra clericalismo ed anti-clericalismo è molto meno correlata dallo spettro destra-sinistra;
- realtà Urbana contro campagna: questo asse acquisisce maggiore significato in Australia o Canada che non in Europa;
- politica estera: interventisti (lo stato dovrebbe intromettersi nelle dispute internazionali e nella politica interna degli altri paesi per implementare la propria) contro Isolazionismo (lo stato non dovrebbe intervenire all'estero);
- violenza politica: pacifismo (le proprie visioni politiche non dovrebbero essere imposte attraverso l'uso della violenza) contro militanza (la violenza è legittima o necessaria ai fini della propria espressione politica). Spesso i sostenitori di queste visioni sono definiti rispettivamente "colombe" o "falchi";
- politiche di commercio estero: Globalizzazione economica (i mercati mondiali dovrebbero essere aperti, integrati ed interdipendenti) contro autarchia (ogni stato dovrebbe ricercare la propria indipendenza economica). Questo asse ha acquisito negli ultimi anni notevole importanza politica soprattutto con le proteste dei movimenti cosiddetti no-global contro il neoliberismo;
- diversità culturale: Multiculturalismo (ogni nazione non è legata ad una cultura dominante, ma deve rappresentare le varie diversità) contro assimilazionismo (la nazione deve integrare nella cultura dominante chi non ne fa parte) o nazionalismo (la nazione dovrebbe primariamente tutelare la cultura dominante);
- partecipazione: Democrazia (governo della maggioranza) contro Oligarchia (governo di un limitato numero di persone o gruppi);
- libertà: libertà positive (il detenere diritti che rappresentano un obbligo per gli altri) contro libertà negative (libertà da interferenze di altri);
- modalità di cambiamento: radicali (chi crede nell'efficacia dei cambiamenti rapidi) contro riformisti (chi crede in cambiamento graduali e progressivi) contro conservatori (chi crede in cambiamenti minimali e molto cauti) e talvolta contro reazionari (chi crede che si deve comunque mantenere lo stato di cose presente);
- origine dell'autorità dello stato: sovranità popolare (lo Stato come derivazione della volontà popolare, con determinati poteri delegati) contro varie forme di assolutismi (lo Stato come derivato da una autorità singola, talvolta originale).

## Modelli multi-asse
Un modello ad un singolo asse è altamente semplicistico e raggruppa insieme differenti concetti politici; in particolare, ci sono molti modi per definire lo spettro destra-sinistra che non producono la stessa classificazione.
Molte delle filosofie politiche che si sono manifestate negli ultimi due secoli non si adattano sul modello unidimensionale destra-sinistra, in particolare l'anarchismo e la dottrina libertaria. L'anarchismo si assume essere di "sinistra", mentre la dottrina libertaria, nella sua accezione anglosassone del termine, di "destra". Tuttavia, su di uno spettro unidimensionale, l'anarchismo è collocato nello stesso spazio delle varie dottrine marxiste, in maniera ovviamente inappropriata: l'anarchismo sottintende il rifiuto dell'esistenza dello stato e della varie forme di controllo sulla società (come la proprietà privata), mentre le varie forme di marxismo applicato implicano il controllo della società su numerose attività umane. All'altro estremo, la dottrina libertaria si trova collocata nello stesso spazio politico del fascismo, in maniera allo stesso modo impropria.
Per risolvere questi problemi sono state proposti numerosi sistemi a due assi, che combinino due modelli di spettri politici.

### Modello di Eysenck
Il primo ad escogitare un modello a due assi fu Hans Eysenck nel suo libro "Sense and Nonsense in Psychology" (trad. it. "Senso e Nonsenso nella psicologia") del 1964. Partendo dal tradizionale spettro destra-sinistra Eysenck aggiunse un asse verticale che teneva in considerazione della "inflessibilità mentale" (tendenza autoritaria) e della "elasticità mentale" (tendenza democratica). Questo nuovo asse permette a coloro che hanno avuto vedute molto differenti riguardo all'autorità ma che sono collocati nello stesso spettro destra-sinistra (come, ad esempio, Stalin e Noam Chomsky) di essere distinti.

### Diagramma di Nolan
Un altro modello è il diagramma di Nolan, creato dal libertario David Nolan. Questo diagramma mostra ciò che considera "libertà economica" (taglio delle tasse, libero mercato, riduzione della spesa pubblica, privatizzazioni) sull'asse x e la "libertà personale" (diritti civili e sociali, legalizzazione delle droghe, aborto, eutanasia, ricerca scientifica, abolizione della leva militare) sull'asse y. Questo pone progressisti, socialisti e comunisti nel quadrante a sinistra, in alto i libertari, a destra conservatori e fascisti e in basso autoritari e comunitaristi (che Nolan definì originariamente populisti).
Il tradizionale spettro destra-sinistra forma una diagonale lungo il diagramma di Nolan, con il nazifascismo e il comunismo sovietico entrambi nell'angolo del quadrante populista.
Il diagramma di Nolan è stato riorientato e rappresentato visualmente in molte forme da quando venne ideato ed è stato l'ispirazione per moltissimi quiz politici, di cui forse il più famoso è World's Smallest Political Quiz (in inglese).

### Political Compass

Political Compass bidimensionale con un asse socio-economico orizzontale e un asse socio-culturale verticale - un modello dello spettro politico frequentemente utilizzato

Seguendo il metodo di Eysenck, il modello utilizzato dall'organizzazione Political Compass (trad. it. "Bussola politica") pone le istanze economiche sull'asse orizzontale e quelle sociali sull'asse verticale. Forse il più popolare e conosciuto quiz politico online.

### Diagramma di Pournelle
Un terzo modello bidimensionale, molto differente, fu creato da Jerry Pournelle. Il Diagramma di Pournelle pone la libertà (una dimensione similare alla diagonale del diagramma di Nolan) perpendicolare al razionalismo, definito come la convinzione nel progresso sociale attraverso la pianificazione.